# Ein Fall für zwei: Tollwut
Tollwut ist der Titel der siebten Episode der Krimiserie Ein Fall für zwei mit Günter Strack und Claus Theo Gärtner in den Hauptrollen.

## Handlung
Der Jäger Johannes Straub erschießt die beiden Hunde von Erika Togan und ihrem Sohn Fabian, als diese frei durch den Wald laufen, und begründet dies mit dem Recht, in seinem Revier wildernde Tiere zu töten.
Erika Togan verlangt von Dr. Renz, den Jäger zur Rechenschaft zu ziehen. Dieser stellt allerdings lediglich die Möglichkeit in Aussicht, Strafanzeige wegen Sachbeschädigung zu stellen. Frau Togan bittet daraufhin Josef Matula, möglichst viele Informationen über Johannes Straub in Erfahrung zu bringen, und versichert ihm, dass sie diese nicht für ungesetzliche Handlungen verwenden werde. Matula verfolgt Straub daraufhin zu dessen Metzgerei und begleitet seine Ehefrau Elfriede Straub zu einer Bankfiliale, wo er unauffällig den Kontostand des Ehepaares feststellt. Anschließend berichtet er Frau Togan über den offenbar insgesamt recht einfachen und anspruchslosen Lebensstil der Straubs und erwähnt dabei in Anwesenheit des Sohnes Fabian auch deren Wohnadresse sowie das Jagdhobby.
Am Abend wird ein Brandanschlag auf Straubs Auto verübt. Von einem Nachbarn erfährt Matula den genauen Zeitpunkt der Tat. Am nächsten Tag erfolgt ein Brandanschlag auf einen von Straubs Hochsitzen am Waldrand. Frau Togan wird daraufhin von der Kriminalpolizei aufgesucht und ruft ihren Anwalt Dr. Renz hinzu. Da Straub sie aufgrund der gegen ihn geäußerten Racheabsichten verdächtigt, wird sie von der Polizei nach ihrem Alibi befragt. Sie benennt ein solches, weigert sich jedoch, zweckdienliche Hinweise für dessen Verifizierung zu nennen. Matula äußert sich im Gespräch mit Dr. Renz verärgert, da er sich in der Position eines Handlangers und Informationengebers für Frau Togans angebliche Racheaktionen sieht. Er sucht daraufhin Johannes Straub auf und gibt sich als Privatdetektiv zu erkennen. Straub vermutet umgehend, dass Erika Togan die Auftraggeberin ist. Dennoch vertraut er Matula, als dieser anbietet, fortan für ihn tätig zu werden. Abends verfolgt Matula Erika Togan zu ihrem Liebhaber Ulf Becker, den sie vor ihrem Sohn verheimlicht. Später spricht er ihn in einer Kneipe an und vermutet aufgrund von Andeutungen, dass er der Brandstifter sein könnte. Fabian macht seiner Mutter bei ihrer Rückkehr Vorwürfe, da sie abends zu oft unterwegs sei, und fragt, ob sie inzwischen etwas gegen Straub unternommen habe.
Am nächsten Tag, als Matula dem Ehepaar Straub von seinen Vermutungen berichtet, wird mit einem aus einem mehrstöckigen Rohbau abgeworfenen Betonblock ein Anschlag auf Johannes Straub verübt, der allerdings dessen Ehefrau trifft. Sie bittet daraufhin ihren Mann, sich bei Frau Togan zu entschuldigen, um zukünftig weitere mögliche Racheaktionen zu unterbinden. Er erklärt sich ihr gegenüber dazu bereit, erstattet jedoch zunächst bei der Polizei Anzeige gegen Unbekannt und sucht Matula auf, um die Herausgabe der Fotos zu verlangen, die dieser von Ulf Becker angefertigt hat. Er berichtet ihm zudem, dass auf der seiner Metzgerei gegenüber liegenden Straßenseite eine konkurrierende Metzgereifiliale eröffnet werden solle. Matula findet heraus, dass die vermögende Erika Togan dies beabsichtigt, um Straub zu ruinieren. Da Dr. Renz sich weigert, etwas dagegen zu unternehmen, beschließt Matula, Erika Togan mit einer List zu entlarven. Er sucht sie zu Hause auf unter dem Vorwand, seine Abschlussrechnung abgeben zu wollen, und präsentiert ihr ein Foto eines Bootes im angeblichen Besitz des Ehepaares Straub. Zudem liefert er eine exakte Lagebeschreibung des Liegeplatzes. Als er sie später dort erwartet, stellt er überrascht fest, dass weder Ulf Becker noch Erika Togan erscheinen.
Als Erika Togan die Entschuldigung von Johannes Straub sowie eine Entschädigungszahlung nur widerwillig zur Kenntnis nimmt, legt Dr. Renz verärgert sein Mandat nieder. Kurz darauf erscheinen Matula und Fabian gemeinsam mit der Polizei. Ein Kommissar berichtet, dass Fabian soeben zugegeben habe, für die beiden Brandanschläge sowie den Mordversuch verantwortlich zu sein. Bei dem Versuch, das Boot zu versenken, sei er schließlich ertappt worden. Überrascht und geschockt über das Verhalten ihres Kindes nimmt Erika Togan daraufhin umgehend Straubs Entschuldigung an, erlässt ihm die monetäre Entschädigung, verspricht, die Eröffnung des konkurrierenden Geschäftes zu unterlassen, und bittet ihn im Gegenzug darum, kein Verfahren gegen sie und ihren Sohn anzustreben. Straub ist damit zwar einverstanden, jedoch klärt Dr. Renz die Anwesenden darüber auf, dass Straub auf eine Anklage gar keinen Einfluss mehr habe. Nach kurzem Zögern erklärt sich Dr. Renz dazu bereit, die Verteidigung der Familie Togan im zu erwartenden Verfahren zu übernehmen.

## Hintergrund

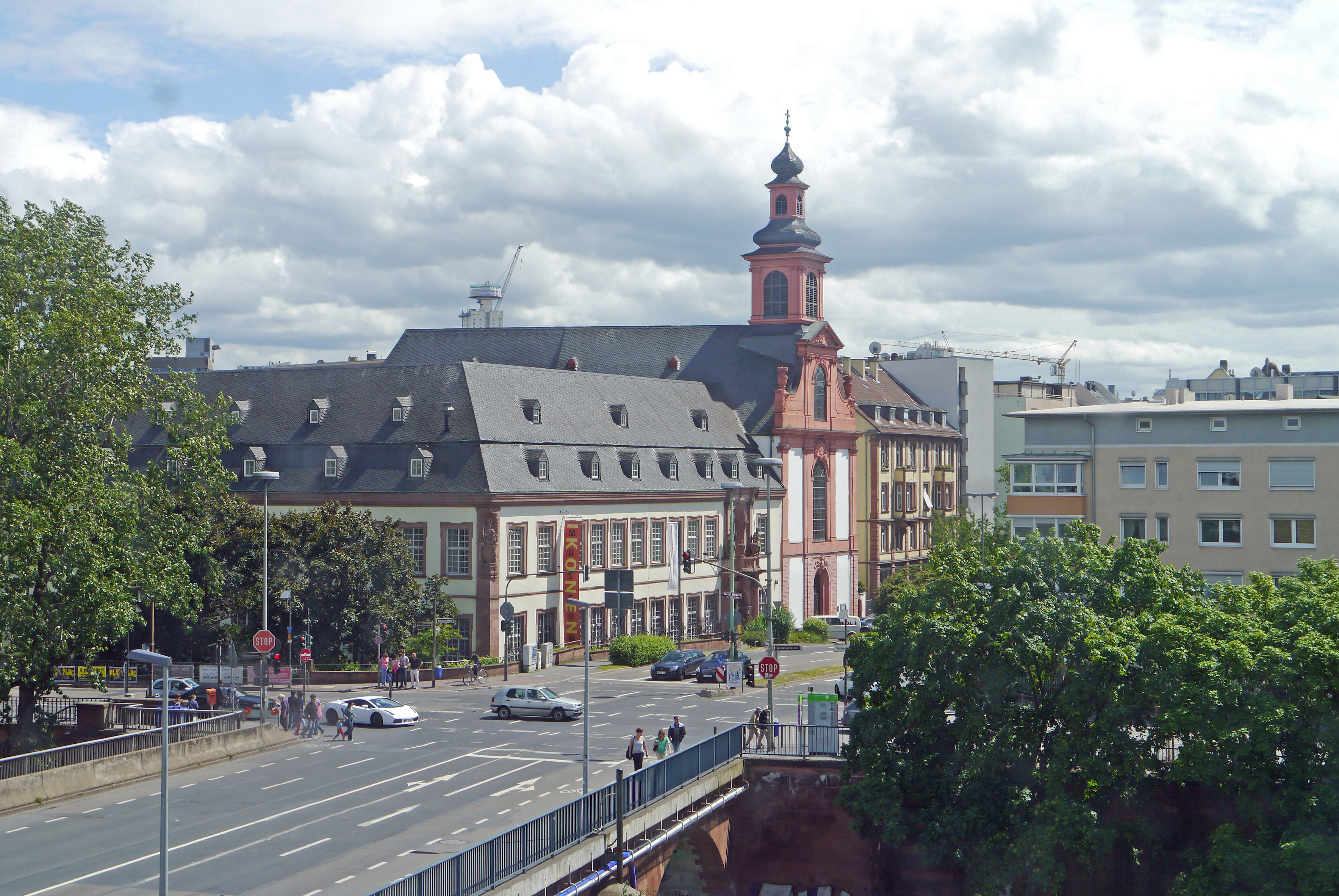
Deutschordenshaus und Deutschordenskirche

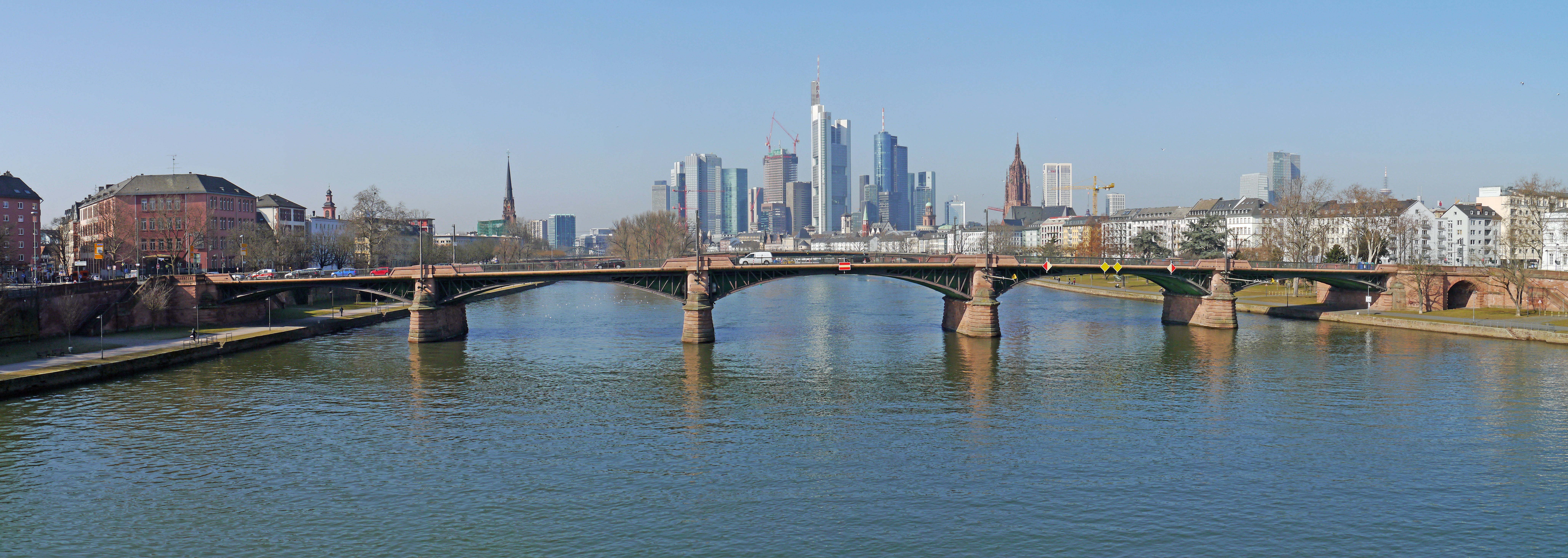
Ignatz-Bubis-Brücke

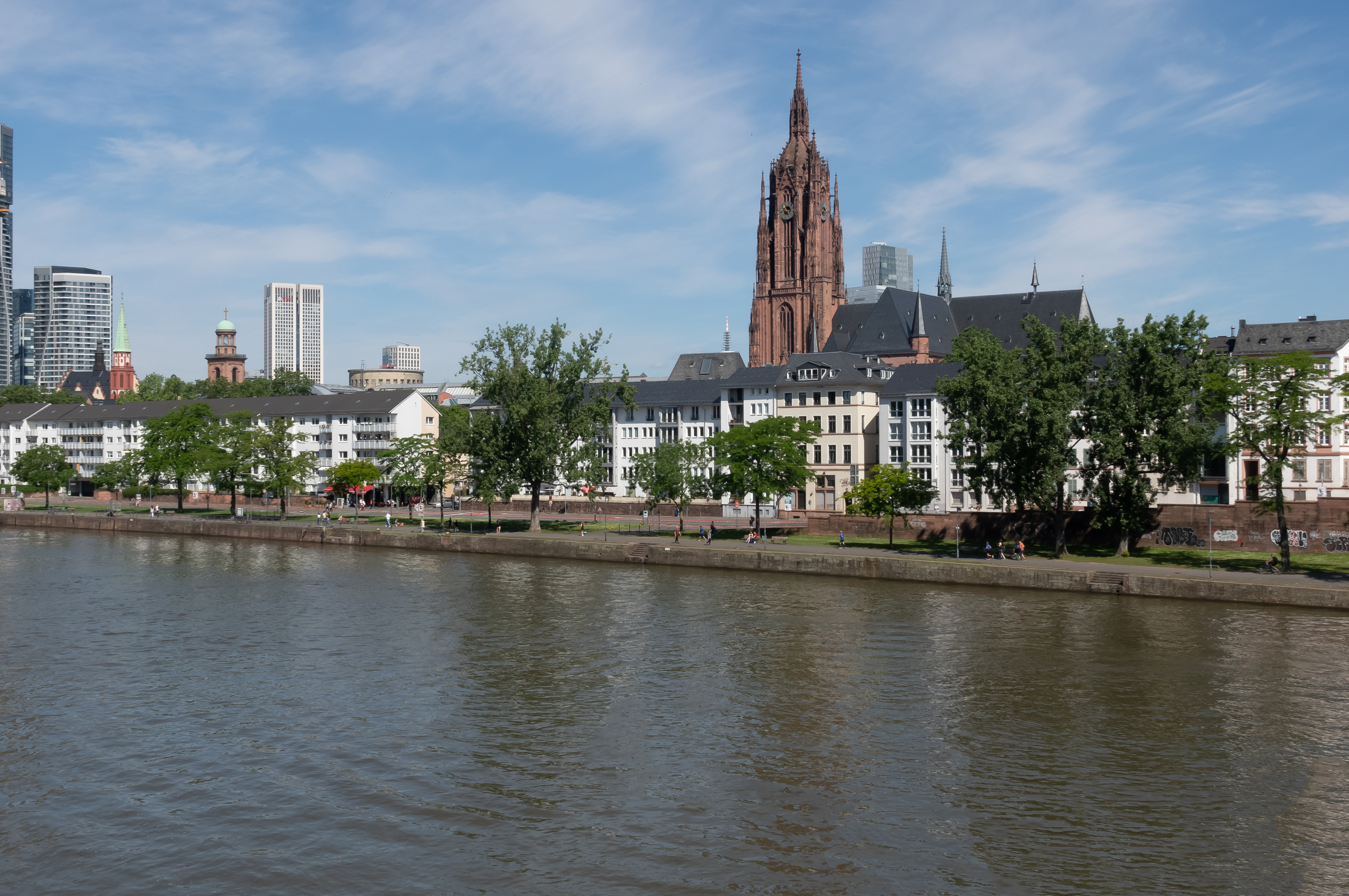
Kaiserdom St. Bartholomäus

Die Episode wurde überwiegend im Rhein-Main-Gebiet gedreht. Die Kulisse der Kanzlei von Dr. Renz befand sich im Hotel InterContinental Frankfurt. Matula verfolgt Johannes Straub von Frankfurt-Sachsenhausen aus über eine provisorische Gitterfachwerkbrücke, die ab 1982 durch einen eleganteren Neubau ersetzt worden ist. Das in der Episode befahrene Vorgängerbauwerk trug bereits ebenso den Namen Flößerbrücke. In dieser Szene sowie im späteren Abspann der Episode sind im Hintergrund sowohl die Ignatz-Bubis-Brücke als auch der Kaiserdom St. Bartholomäus zu sehen. In einer anderen Einstellung während der Handlung wird die Deutschordenskirche von der Alten Brücke aus gezeigt.
Im Abspanntext ist der Name des Darstellers Walter Buschhoff fehlerhaft als Walter Bischhoff angegeben.